# Tashi delek

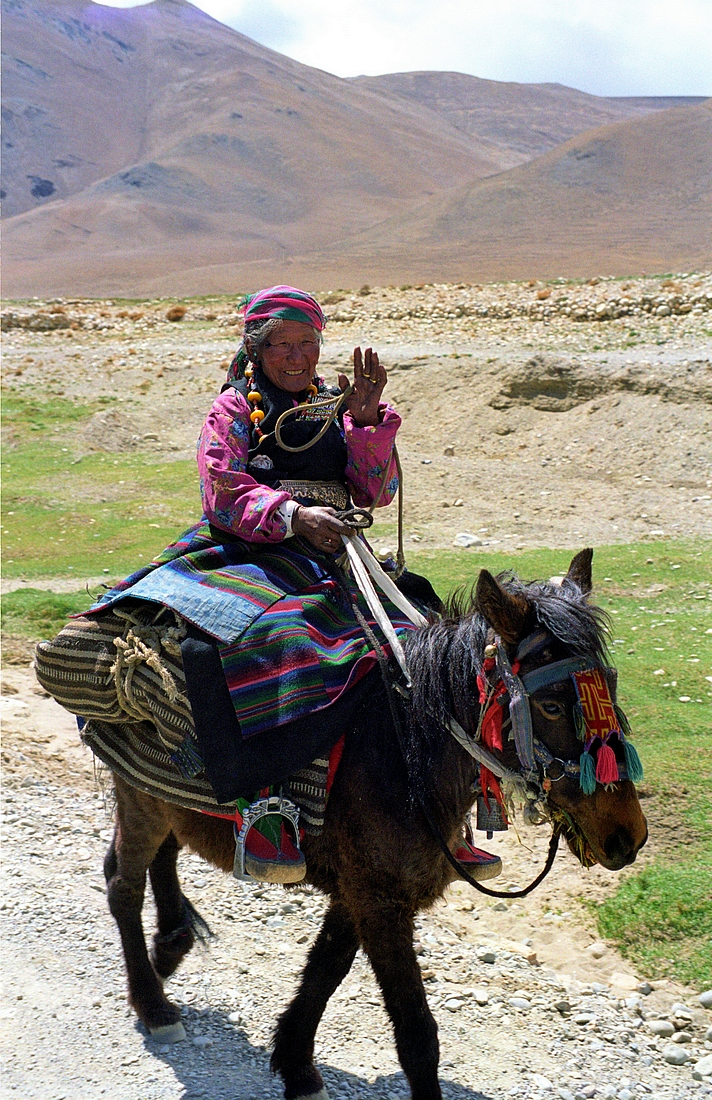
Tashi delek

Tashi delek tibétain : བཀྲ་ཤིས་བདེ་ལེགས།, Wylie : bkra shis bde legs également écrit zhaxi dele, tashi deleg, tashi deley, ou trashi delek est une expression tibétaine de souhait, mais aussi de salutation, elle est donc également utilisée pour dire bonjour ou bonsoir.

## Origine et signification
« Tashi » signifie « de bon augure / auspicieux » et « delek » « bien » ou « bon ». Il est difficile et peut-être impossible de traduire cette expression correctement en français. Différents auteurs la traduisent par « bénédictions et bonne chance » ou « Que tous les signes auspicieux viennent en ce milieu ». Cela peut aussi vouloir dire "que la vie vous soit douce"